# Màgic (pel·lícula)
Màgic (títol original en anglès: Magic) és una pel·lícula de terror estatunidenca dirigida per Richard Attenborough, estrenada el 1978. Ha estat doblada al català.

## Argument
Els espectacles de màgia de Corky comencen a triomfar quan els combina amb la ventrilòquia. Gràcies al seu ninot Fats, assoleix aviat la fama. Però el ninot, que sembla tenir una ment pròpia, vol controlar al seu amo i aconsegueix desencadenar una sèrie d'esdeveniments que sembraran el terror a tot arreu.

## Repartiment
- Anthony Hopkins: Corky Withers / Fats (veu)
- Ann-Margret: Peggy Ann Snow
- Burgess Meredith: Ben Greene
- Ed Lauter: Duke
- E.J. André: Merlin
- Jerry Houser: Chauffeur de taxi
- David Ogden Stiers: Todson
- Lillian Randolph: Sadie

## Premis i nominacions[calcitació]
- Nominada Globus d'Or al millor actor dramàtic per Anthony Hopkins
- Premi Edgar-Allan-Poe al millor guió